# Ghiacciaio McLean
Il ghiacciaio McLean è un ghiacciaio vallivo situato sulla costa di Pennell, nella regione nord-occidentale della Dipendenza di Ross, in Antartide. In particolare, il ghiacciaio, il cui punto più alto si trova a circa 1000 m s.l.m., è situato all'estremità sud-occidentale dei monti ANARE, dove fluisce verso ovest fino ad unire il proprio flusso a quello del ghiacciaio Ebbe, poco prima della congiunzione tra quest'ultimo e il ghiacciaio Lillie e subito a sud del ghiacciaio Beaman.

## Storia
Il ghiacciaio McLean è stato mappato per la prima volta dallo United States Geological Survey (USGS) grazie a fotografie aeree scattate dalla marina militare statunitense (USN) nel periodo 1960-65, e così battezzato dal comitato consultivo dei nomi antartici in onore di Kenneth S. McLean, ingegnere topografico di un reparto dell'USGS che effettuò ricognizioni in quest'area nel periodo 1963-64.